# كوكي أوشيما
كوكي أوشيما (باليابانية: 大島 康樹) (30 مايو 1996 في شيزوكا في اليابان – )؛ هو لاعب كرة قدم ياباني سابق كان يلعب كمهاجم.

## وصلات خارجية
- كوكي أوشيما على موقع رابطة كرة القدم اليابانية للمحترفين (اليابانية)
- كوكي أوشيما على موقع قاعدة بيانات كرة القدم.إي يو (الإنجليزية)
- كوكي أوشيما على موقع Soccerway.com (الإنجليزية)
- كوكي أوشيما على موقع عالم كرة القدم.نت (الإنجليزية)
- كوكي أوشيما على موقع كووورة